# Aphrastochthonius tenax
Aphrastochthonius tenax är en spindeldjursart som beskrevs av Chamberlin 1962. Aphrastochthonius tenax ingår i släktet Aphrastochthonius och familjen käkklokrypare. Inga underarter finns listade i Catalogue of Life.